# Javier Paredes Arango
Javier Paredes Arango (Oviedo, 5 de juliol de 1982) és un exfutbolista asturià, que ocupava la posició de defensa. Ha estat internacional amb la selecció espanyola sub-18.
Format al planter del Reial Oviedo, va debutar amb els asturians la temporada 01/02, jugant vuit partits a Segona Divisió. L'any següent es consolida i suma 32 partits. L'Oviedo pateix un descens administratiu a Tercera i el defensa fitxa pel filial del Reial Madrid, on roman dos anys.
La temporada 05/06 fitxa pel Getafe CF, amb qui debuta a primera divisió. Només juga set partits, però a l'any següent es fa amb la titularitat. L'estiu del 2007 recala al Reial Saragossa. Amb el quadre aragonès també ha estat a l'onze inicial, passant per un descens a Segona i un ràpid retorn a la màxima categoria.